# Os Feiticeiros de Waverly Place
Os Feiticeiros de Waverly Place (pt/br) (Wizards of Waverly Place, no original) é uma série de televisão criada por Todd J. Greenwald e estrelada por Selena Gomez, David Henrie e Jake T. Austin. A série foi exibida pelo Disney Channel e ganhou três Emmy Awards. A série gira em torno de Alex Russo (Selena Gomez), que com seus irmãos Justin (David Henrie) e Max (Jake T. Austin) vivem uma vida normal, mas escondem um segredo: são feiticeiros em treinamento.
Nos Estados Unidos, sua estreia aconteceu em 12 de outubro de 2007 e foi assistida por 5,93 milhões de espectadores. No Brasil, a série estreou em 11 de abril de 2008, ocupando o lugar de Cory na Casa Branca, no Zapping Zone. Foi exibida também pela TV Globo entre 2009 e 2011, dentro da programação da TV Globinho, foi exibida no SBT dentro do Mundo Disney aos domingos as 12h30.
Em maio de 2009, o Disney Channel confirmou a produção da terceira temporada da série, que estreou, originalmente, no dia 9 de outubro do mesmo ano. Com o sucesso da série, foi produzido um filme baseado na mesma, Wizards of Waverly Place: The Movie, que estreou em 28 de agosto de 2009 nos EUA, atraindo 11,4 milhões de espectadores. No dia 10 de junho de 2010, foi confirmada a 4ª temporada da série. Em entrevista, Selena Gomez confirmou que a 4ª temporada seria a última da série.
Após sua conclusão, o elenco retornou para um especial de televisão independente, Os Feiticeiros Retornam: Alex Vs Alex, em 2013. A Disney encomendou uma sequência da série intitulada Os Feiticeiros Além de Waverly Place em março de 2024, na qual David Henrie e Selena Gomez aparecerão. A estreia aconteceu em 20 de dezembro de 2024.

## Sinopse
Os Russos parecem uma típica família de Nova Iorque, mas são uma família de feiticeiros. Alex (Selena Gomez), Justin Russo (David Henrie) e Max (Jake T. Austin) são feiticeiros em treinamento, e disputam para saber qual deles serão os proximos feiticeiros da familia. Alex apenas quer usar a magia para arrumar o quarto, fazer as atividades, se vingar, entre outros. Já Justin quer aprender magia para "fazer do mundo um lugar melhor". Max, o irmão caçula deles, usa magia para fazer coisas bizarras como se transformar em uma mosca para ver como ela se sente. Theresa (Maria Canals-Barrera) é a mãe de Alex, Justin e Max ela e seu marido Jerry (David DeLuise) gerenciam um restaurante. Jerry desistiu dos seus poderes de feiticeiro completo para se casar com Theresa, e os entregou para seu irmão mais novo Kelbo (Jeff Garlin). Ele ensina a seus filhos novas mágicas, já que é o "professor" dos mesmos. No elenco, também tem Harper Finkle (Jennifer Stone), a melhor amiga da Alex, além de ser muito próxima dos Russos, descobre sobre a magia no episódio 8 da 2ª temporada, Harper Sabe. Harper é muito extrovertida, alegre e veste várias roupas bem esquisitas, além de ser apaixonada por Justin. Passa a morar com os Russos a partir do episódio 6 da terceira temporada, Casa de Boneca.

## Produção

Os Feiticeiros de Waverly Place

A série foi criada e executivamente produzida por Todd J. Greenwald, que começou a desenvolver o show, depois de trabalhar como escritor e produtor de consulta durante a primeira temporada de Hannah Montana. O show é produzido por It's a Laugh Productions e Disney Channel Original Productions. A canção tema, "Everything Is Not What It Seems", escrita por John Adair e Steve Hampton, é de estilo techno-pop e é realizada por Selena Gomez e na quarta temporada por Selena Gomez & The Scene. A série foi filmada no Hollywood Center Studios, em Hollywood, Califórnia. O seriado começou a ser gravado no final de março de 2007.

### Sequência de abertura
Nas três primeiras temporadas, as sequências de abertura são iguais. Ela mostra os seis personagens principais em uma manhã, com Alex, Justin, Max e Harper se preparando para ir à escola. Para a quarta temporada, a sequência de abertura foi alterada. Ela mostra uma bola de cristal assistente para a configuração. Na bola de cristal apresenta o elenco principal e trechos dos episódios da terceira e quarta temporada. Para as três primeiras temporadas, os produtores usaram "Everything Is Not What It Seems", gravada por Selena e Jennifer Stone. Para a quarta temporada, a música foi remixada e agora é realizada por Selena Gomez e sua banda.

### Lançamento
O show estreou no Disney Channel em 12 de outubro de 2007, após a estreia de Twitches Too, reunindo 5,93 milhão de espectadores. Em fevereiro de 2009, no episódio "Helping Hand" quebrou o recorde de maior audiência no 18:00 PM (Hora do Leste) período de tempo, no Disney Channel, com um total de 5,2 milhões de espectadores. Em janeiro de 2010, "Wizards vs Werewolves" episódio especial de uma hora tornou-se episódio mais visto da série, com 6,2 milhões de espectadores, ultrapassando os 6 milhões de espectadores do episódio "Paint By Comité". Em 2009, a série foi a cerimônia de topo script para adolescentes com idade entre 14/09 (1,63 milhões/6.7 rating) e a segunda em crianças de 6-11 (1,81 milhões/7.4 rating), que foi apenas ligeiramente atrás de "The Suite Life no Deck"(1,72 milhões/7.4 classificação.)

### Final
No fim, Justin é o primeiro a cruzar a linha de chegada e é teoricamente nomeado "feiticeiro da família". Mas, com o seu jeito "certinho de ser", ele conta o que realmente aconteceu no labirinto, dizendo que Alex seria a primeira se ele não tivesse ficado preso nos espinhos no meio do caminho. Portanto, Alex resolveu voltar e ajudá-lo. Com isso, Professor Migalhovisk nomeia Alex a Feiticeira da Família Russo. E com o gesto nobre de Justin, Professor Migalhovisk decide se aposentar e ceder seu lugar de Professor a Justin Russo. Max, por fim fica sem seus poderes, mas ganha o Restaurante Waverly, onde seus pais dizem que colocaram ela no nome de Max.
O último episódio da série bateu recorde no Disney Channel, sendo a série que teve o seu final mais assistido, com mais de 9.8 milhões de espectadores. Em Portugal, o episódio final, exibido a 30 de março de 2012, foi o programa mais visto do mês nos canais de Cabo/Satélite/IPTV, com uma audiência média de 242.546 telespectadores (rat.: 2,6%; share: 6%).

## Elenco e personagens

Elenco oficial da série, desde a primeira temporada até a quarta temporada (e última). Na foto, Selena Gomez (Alex Russo), David Henrie (Justin Russo), Jake T. Austin (Max Russo), Jennifer Stone (Harper Finkle), Maria Canals-Barrera (Theresa Russo), David DeLuise (Jerry Russo) no episódio 8 da 2ª temporada: Harper Sabe.

### Personagens principais
| Ator                 | Personagem         | Temporadas                | Temporadas                | Temporadas                | Temporadas                |
| Ator                 | Personagem         | 1.ª                       | 2.ª                       | 3.ª                       | 4.ª                       |
| -------------------- | ------------------ | ------------------------- | ------------------------- | ------------------------- | ------------------------- |
| Selena Gomez         | Alex Russo         | Principal                 | Principal                 | Principal                 | Principal                 |
| David Henrie         | Justin Russo       | Principal                 | Principal                 | Principal                 | Principal                 |
| Jake T. Austin       | Max Russo          | Principal                 | Principal                 | Principal                 | Principal                 |
| Jennifer Stone       | Harper Finkle      | Co-Protagonista Principal | Co-Protagonista Principal | Co-Protagonista Principal | Co-Protagonista Principal |
| Maria Canals-Barrera | Theresa Russo      | Co-Protagonista Principal | Co-Protagonista Principal | Co-Protagonista Principal | Co-Protagonista Principal |
| David DeLuise        | Jerry Russo        | Co-Protagonista Principal | Co-Protagonista Principal | Co-Protagonista Principal | Co-Protagonista Principal |
| Bridgit Mendler      | Julieta Van Heusen | Ausente                   | Co- Protagonista          | Recorrente                | Recorrente                |
| Gregg Sulkin         | Mason Greyback     | Ausente                   | Ausente                   | Recorrente                | Co- Protagonista          |
| Dan Benson           | Zeke Beckerman     | Recorrente                | Recorrente                | Recorrente                | Co- Protagonista          |

### Personagens secundários
- Skyler Samuels como Gertrudes "Gigi" Hollingsworth
- Heather Trzyna como Patricinha 1
- Kelsey Sanders como Patricinha 2
- Ian Abercrombie como Professor Migalhóvisque
- Andy Kindler como Conselheiro Rudy Dentinho
- Jeff Garlin como Kelbo Russo
- Carrie Genzel como Meaghan Russo
- Leven Rambin como Rosie
- Belita Moreno como Magdalena Larkin
- Wilmer Valderrama como Ernesto Larkin
- Daryl Sabara como TJ Tylor
- Hayley Kiyoko como Stevie Nichols
- Gilland Jones como Jenny Majorheely
- Heidi Swedberg como Jenny Majorheely (Adulta)
- Daniel Samonas como Dean Moriarty
- Chelsea Staub como Kari Landsdorf
- Bailee Madison como Maxine Russo (A versão feminina de Max)
- Kari Wahlgren como Helen
- Sara Paxton como Millie
- Mark DeCarlo como Cupido
- Rachel Dratch como Harper Finkle (Adulta)
- Kate Flannery como Elaine Finkle
- Scott Robinson como Marty Finkle
- Shane Harper como Fidel
- Samantha Boscarino como Lisa Cucuy
- Frank Pacheco como Félix
- Moisés Arias como Consciência
- Adam Irigoyen como Consciência da Consciência
- Lucy Hale como Miranda Hampson
- Bryant Johnson como Matt
- Perry Matfield como Francristina
- Wayne Federman como sr. Kamiinsky
- Paul Litowsky como Frankie/Joey
- John Rubinstein como Gorog
- Fred Stoller como Dexter
- Christa B. Allen como Daphne
- Paulina Olszynski como Tutora
- Josh Sussman como Aldo Bragaramba
- Amanda Tepe como Senhora Monótona
- Shane Lyons como Brad Sherwood
- Laura Samuels como Sara
- Brian Kubach como Riley
- Matt Smith como Manny Quinn
- Lauren Philips como Mulher Gatona
- Tiffany Thornton como Susan
- Malese Jow como Rube Donahue
- Al Madrigal como Duende de Bolso Espanhol
- John Bobek como Garçom
- Yara Shahidi como Olivia
- Austin Butler como George
- Anne Ramsay como Cindy Van Heusen
- JD Cullum como Alucard Van Heusen
- Fred Willard como sr. Stuffleby
- Rachel Cannon como Fada
- David Barrera como Carlos Cucuy
- Roxanna Brusso como Julie Cucuy
- Cindy Crawford como Bibi Rockford
- Dwayne Johnson como Dwayne Johnson
- Misty May-Treanor como Misty May-Treanor
- Shakira como Tio Kelbo (Mulher)
- Willie Garson como sr. Frenchie
- Cameron Sanders como Nelvis
- McKaley Miller como Talia Robinson
- Kathryn Foley como Jenette Brocoleti
- China Anne McClain como Tina
- Sarah Ramos como Isabella
- Maurice Godin como Ronald Capa Longa
- Bella Thorne como Nancy Lukey
- Lanny Joon como Sensei
- Andy Pessoa como Alfred
- Ted McGinley como Superintendente Clanton
- Grant Alan como Eddie
- Andrew Michael Davies como Justin Russo (Disfarçado)
- Taylor Negron como Vendedor de Dragões
- Chad Duell como Ronald Capalonga Jr
- Nick Roux como Chase Riprock
- Candace Brown como Gênia
- Michael Shepperd como Assistente de Emergencias
- Linsey Godfrey como Lucy
- Brian Scolaro como Duende
- Christopher Recupito Rossi como Garoto Zumbi
- Callie Carson como Garota Zumbi
- Octavia Spencer como Dra. Malvadócia
- John Eric Bentley como Múmia
- John Capodice como Tio
- Sean Whalen como Homem-Dente
- Amir Talai como Capitão Alienígena
- David Boller como Abe Lincoln
- Beau Billingslea como Burt Parks
- Richard Chiu como Warren Nichols
- Pat Finn como Luxor
- Wendi McLendon-Covey como Dra. Gelo
- John O'Hurley como Capitão Jim Bob Sherwood
- Valente Rodriguez como Muy Macho
- Jonathan Kite como Agente Lanwood
- Daryl Mitchell como Cientista Maluco

## Episódios
| Temporada | Temporada | # Episódios | Exibição Estados Unidos                       | Exibição Brasil                                | Exibição Portugal                               |
| --------- | --------- | ----------- | --------------------------------------------- | ---------------------------------------------- | ----------------------------------------------- |
|           | 1         | 21          | 12 de Outubro de 2007 - 31 de Agosto de 2008  | 11 de Abril de 2008 - 17 de Novembro de 2008   | 20 de Abril de 2008 - 25 de Maio de 2009        |
|           | 2         | 30          | 12 de Setembro de 2008 - 21 de Agosto de 2009 | 2 de Fevereiro de 2009 - 31 de Outubro de 2009 | 20 de Fevereiro de 2009 - 23 de Janeiro de 2010 |
|           | Filme     | Filme       | 28 de Agosto de 2009                          | 25 de Outubro de 2009                          | 17 de Outubro de 2009                           |
|           | 3         | 28          | 9 de Outubro de 2009 - 15 de Outubro de 2010  | 14 de Março de 2010 - 26 de Novembro de 2010   | 8 de Março de 2010 - 4 de Março de 2011         |
|           | 4         | 27          | 12 de Novembro de 2010 - 6 de Janeiro de 2012 | 5 de Março de 2011 - 15 de Janeiro de 2012     | 2 de Maio de 2011 - 23 de Março de 2012         |
|           | Especial  | Especial    | 15 de Março de 2013                           | 9 de Junho de 2013                             | 7 de Junho de 2013                              |

## Dublagem
| Personagem       | Interpretado por     | Dublagem                                                   |  |
| ---------------- | -------------------- | ---------------------------------------------------------- |  |
| Alex             | Selena Gomez         | Luisa Palomanes                                            |  |
| Justin           | David Henrie         | Gustavo Pereira                                            |  |
| Max              | Jake T. Austin       | Matheus Perissé                                            |  |
| Harper           | Jennifer Stone       | Lina Mendes (Primeira voz) Ana Lúcia Menezes (Segunda voz) |  |
| Theresa          | Maria-Canals Barrera | Tereza Cristina                                            |  |
| Jerry            | David DeLuise        | Reginaldo Primo                                            |  |
| Mason            | Gregg Sulkin         | Felipe Drummond                                            |  |
| Zeke             | Dan Benson           | Charles Emmanuel                                           |  |
| Professor Crumbs | Ian Abercrombie      | Waldir Fiori                                               |  |
| Juliet/Julieta   | Bridgit Mendler      | Jullie                                                     |  |

## Filmes

### Wizards of Waverly Place: The Movie
Um Disney Channel Original Movie baseado na série, lançado no dia 28 de agosto de 2009 nos Estados Unidos. No Brasil dia 25 de outubro de 2009 no Disney Channel e dia 11 de maio de 2011 na Sessão da Tarde da Rede Globo. Filmado em Puerto Rico, Los Angeles, e New York entre 16 de fevereiro e 27 de março de 2009. Reuniu 13.6 milhões de telespectadores.

### Alex Vs. Alex.
No dia 27 de setembro de 2012 o Disney Channel confirmou que Os Feiticeiros de Waverly Place retornará no início de 2013 para um especial de duração de uma hora. O especial, que será produzido pela estrela Selena Gomez, juntamente com os produtores executivos Vince Cheung e Ben Montanio.
O especial terá vai centrar-se na visita da família Russo à região de Toscana, na Itália, para visitar o lado mágico da família. Numa tentativa de provar aos seus familiares de que ela é uma feiticeira responsável Alex faz um mau uso da Magia que inevitavelmente conjura duas Alex: uma da Bem e outra do Mal. A Alex Maligna junta-se a um feiticeiro charmoso num plano de dominação global e a Alex Boa deve detê-los. O "episódio" estreou no dia 15 de março de 2013, no Disney Channel americano, estreou no Disney Channel Brasil no dia 9 de junho de 2013. O Ator David Henrie, que interpreta Justin Russo não está presente no Especial porque está na FeitiçoTech, já que ele virou o novo professor depois de Migalhovisc se aposentar no último episódio.

## Sequência
Desde 2017, vários membros principais do elenco mencionaram a possibilidade de uma série de reunião. Greenwald comentou naquele ano que gostaria de ver Os Feiticeiros de Waverly Place continuar com um filme de grande orçamento, no estilo de Harry Potter. Ele também sugeriu uma ideia para uma série prequela que seguiria Jerry em sua juventude enquanto estudava em WizTech, ao lado de seus irmãos. Em agosto de 2020, Henrie comentou que todos os principais atores estavam abertos a fazer um revival da série, mas esclareceu que discussões formais com a Disney ainda não haviam ocorrido. Henrie sugeriu que o revival poderia mostrar a família Russo separada e vivendo de forma independente, mas que precisaria aprender a se unir novamente.
Em janeiro de 2024, o Deadline Hollywood informou que a Disney Branded Television havia encomendado um piloto para uma série sequência, estrelando Henrie como ator principal e Gomez em participação especial. O piloto, escrito por Jed Elinoff e Scott Thomas, gira em torno de uma jovem e poderosa feiticeira chamada Billie, que procura Justin Russo em busca de treinamento e o leva a retomar sua vida como feiticeiro, após ter escolhido viver de forma comum com sua esposa e dois filhos. Sob o título provisório Wizards, a sequência recebeu uma encomenda completa em março de 2024. Em maio, o título oficial foi anunciado como Os Feiticeiros Além de Waverly Place, que estreou em 20 de dezembro de 2024.

## Principais cenários
- Estação Waverly ou Waverly Sub Station - A lanchonete da família Russo. Onde os três irmãos trabalham quando não estão na escola ou estudando magia. Possui uma escada ligada à sala de estar da casa da família. A família Russo trabalha arduamente para obter lucro.
- Toca Mágica - É onde os irmãos Russo têm suas aulas de magia com Jerry. Há um portal secreto na despensa da lanchonete que dá acesso à Toca.
- Sala de Estar - Principal local da casa dos Russo.
- Escola Secundária Tribeca Prep ou Tribeca Technology - A escola onde Alex, Max e Harper estudam. Justin estuda até a 3° Temporada junto com Zeke.
- Rua Waverly Place - A rua que dá nome à série, onde se localizam a lanchonete, a Toca Mágica e a casa dos Russo, além de ter diversas lojas e uma feirinha.
- Varanda da Casa - A varanda ou o 'terraço' da casa dos Russos. É muito utilizado.

### Outros cenários
- Quarto da Alex
- Quarto do Justin
- Quarto do Max
- Porão / Quarto da Harper
- Feitiço Tech
- Ateliê da Alex Russo
- Feirinha da rua Waverly Place
- Museu
- Prédio Windsoor
- Escola da Alex Russo
- Escola da Harper
- Feitiço Tech 2

## Outras mídias

### Vídeo game
All Star Party - video game para wii, com minijogos inspirados nas series da Disney entre elas Os Feiticeiros de Waverly Place
Os Feiticeiros de Waverly Place - em duas edições para DS, DSI e DSIXL

### DVDs
A Disney Brasil lançou a primeira temporada completa da série em DVD. São três volumes, cada um com sete episódios, compondo os vinte e um que formam a primeira temporada.
| Temporada | Volume                  | Título                                                 | # Episódios | Data de Lançamento     | Extras                                                                                |
| --------- | ----------------------- | ------------------------------------------------------ | ----------- | ---------------------- | ------------------------------------------------------------------------------------- |
| 1ª        | Vol. 1                  | Como Ser um Feiticeiro                                 | 7           | 12 de Agosto de 2009   | Trabalhando como um Feiticeiro                                                        |
| 1ª        | Vol. 2                  | Supertreinamento                                       | 7           | 10 de Setembro de 2009 | Um Elenco Enfeitiçado                                                                 |
| 1ª        | Vol. 3                  | Poder Fashion                                          | 7           | 10 de Setembro de 2010 | Na Moda em um Passe de Mágica                                                         |
| O Filme   | 1(filme)                | O Filme                                                | (Filme)     | 20 de Janeiro de 2012  | Nos Bastidores: Momentos Mágicos                                                      |
| 1ª        | Vol. 1, Vol. 2 e Vol. 3 | Os Feiticeiros de Waverly Place: 1ª Temporada Completa | 21          | Setembro de 2011       | Trabalhando como um Feiticeiro, Um Elenco Enfeitiçado e Na Moda em um Passe de Mágica |

## Prêmios e indicações
| Ano  | Prêmio                          | Categoria                                               | Por                             | Resultado |
| ---- | ------------------------------- | ------------------------------------------------------- | ------------------------------- | --------- |
| 2008 | Alma Award                      | "Melhor Ator em uma Série de Televisão de Comédia"      | Jake T. Austin                  | Nomeado   |
| 2008 | Alma Award                      | "Melhor Atriz em uma Série de Televisão de Comédia"     | Selena Gomez                    | Nomeada   |
| 2008 | Alma Award                      | "Melhor Atriz de Televisão"                             | Selena Gomez                    | Nomeada   |
| 2009 | Alma Award                      | "Melhor Série ou Programa Infantil"                     | Os Feiticeiros de Waverly Place | Ganhou    |
| 2009 | Nickelodeon Kids' Choice Awards | "Show de TV Favorito"                                   | Os Feiticeiros de Waverly Place | Nomeado   |
| 2009 | Young Artist Awards             | "Melhor Performance em Série de TV - Atriz Jovem Líder" | Selena Gomez                    | Nomeado   |
| 2009 | Emmy                            | "Melhor Programa Infantil"                              | Os Feiticeiros de Waverly Place | Ganhou    |
| 2009 | Alma Award                      | "Melhor Atriz de Comédia"                               | Selena Gomez                    | Ganhou    |
| 2009 | Alma Award                      | "Melhor Atriz de Comédia"                               | Maria Canals Barrera            | Nomeada   |
| 2009 | Alma Award                      | "Melhor Série ou Programa Infantil"                     | Os Feiticeiros de Waverly Place | Ganhou    |
| 2010 | Nickelodeon Kids' Choice Awards | "Show de Tv Favorito"                                   | Os Feiticeiros de Waverly Place | Nomeada   |
| 2010 | Nickelodeon Kids' Choice Awards | "Melhor Atriz de Televisão"                             | Selena Gomez                    | Ganhou    |
| 2010 | Teen Choice Awards              | "Melhor Show de Tv de Comédia"                          | Os Feiticeiros de Waverly Place | Nomeada   |
| 2010 | Emmy Awards                     | "Melhor série infantil"                                 | Os Feiticeiros de Waverly Place | Ganhou    |
| 2010 | Teen Choice Awards              | "Melhor Show de Tv de Comédia"                          | Os Feiticeiros de Waverly Place | Nomeada   |
| 2011 | Nickelodeon Kids' Choice Awards | "Melhor Atriz de Tv de Comédia"                         | Selena Gomez                    | Ganhou    |
| 2011 | Nickelodeon Kids' Choice Awards | "Melhor Estrela de Televisão do Verão"                  | David Henrie                    | Nomeado   |
| 2011 | Nickelodeon Kids' Choice Awards | "Melhor Programa Infantil"                              | Os Feiticeiros de Waverly Place | Nomeada   |
| 2011 | Teen Choice Awards              | "Melhor Atriz de Comédia"                               | Selena Gomez                    | Ganhou    |
| 2012 | 26th Annual Imagen Awards       | "Melhor Jovem Atriz de TV                               | Selena Gomez                    | Ganhou    |
| 2012 | Nickelodeon Kids' Choice Awards | "Favorite TV Sidekick"                                  | Jennifer Stone                  | Nomeada   |
| 2012 | Nickelodeon Kids' Choice Awards | "Show de TV favorito"                                   | Os Feiticeiros de Waverly Place | Nomeada   |
| 2012 | Nickelodeon Kids' Choice Awards | "Atriz de TV Favorita"                                  | Selena Gomez                    | Ganhou    |
| 2012 | Nickelodeon Kids' Choice Awards | "Cantora Favorita"                                      | Selena Gomez                    | Ganhou    |
| 2012 | Emmy Awards                     | "Série Exceptional Infanitl"                            | Os Feiticeiros de Waverly Place | Ganhou    |
| 2013 | Nickelodeon Kids' Choice Awards | "Show de TV Favorito                                    | Os feiticeiros de Warvely Place | Nomeado   |
| 2013 | Nickelodeon Kids' Choice Awards | "Atriz de TV Favorita"                                  | Selena Gomez                    | Ganhou    |
| 2013 | Nickelodeon Kids' Choice Awards | "Ator de TV Favorito"                                   | Jake T. Austin                  | Nomeado   |